# Bocklemünd/Mengenich
Bocklemünd/Mengenich ist ein Stadtteil am nordwestlichen Stadtrand von Köln im Stadtbezirk Ehrenfeld. Er besteht aus den zusammengewachsenen und verwaltungstechnisch im Jahr 1950 zusammengefassten Dörfern Bocklemünd und Mengenich. Bekannt ist der Stadtteil heute vor allem für die großen Produktionsstätten des WDR.

## Lage
Der Stadtteil Bocklemünd/Mengenich grenzt im Osten an Pesch, Ossendorf und Vogelsang, im Süden an Widdersdorf, im Westen an Pulheim und im Norden an Esch/Auweiler. Die Stadtteile werden durch die Ausfallstraße Venloer Straße in Nordwest-Richtung durchquert.

## Geschichte

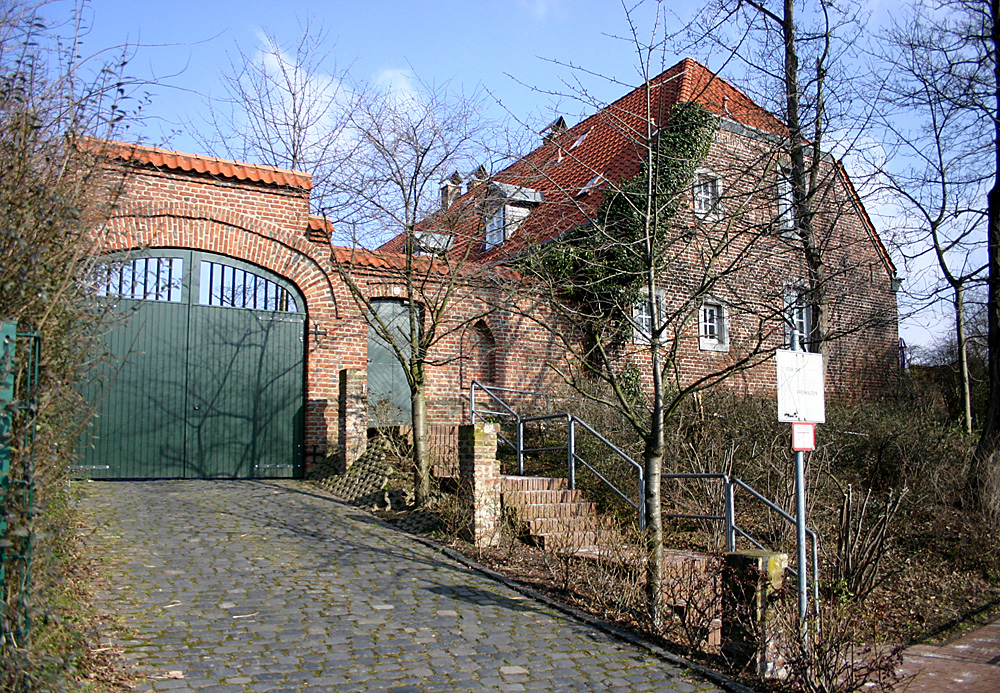
Arnoldshof – ältester Bauernhof in Bocklemünd, bewirtschaftet bis 1948
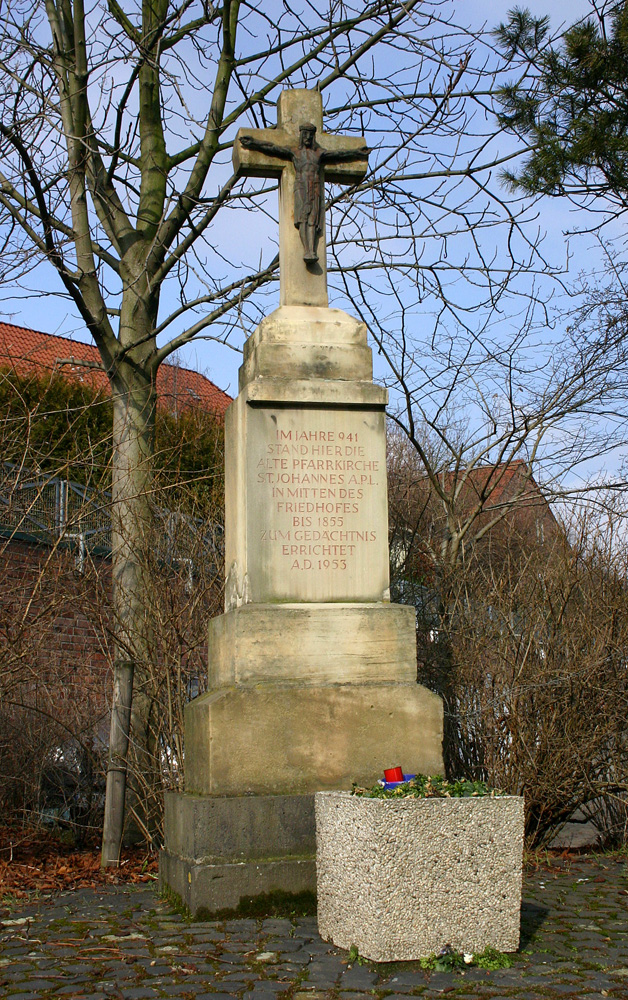
Wegekreuz zur Erinnerung an die alte Pfarrkirche St. Johann APL („vor dem lateinischen Tore“)
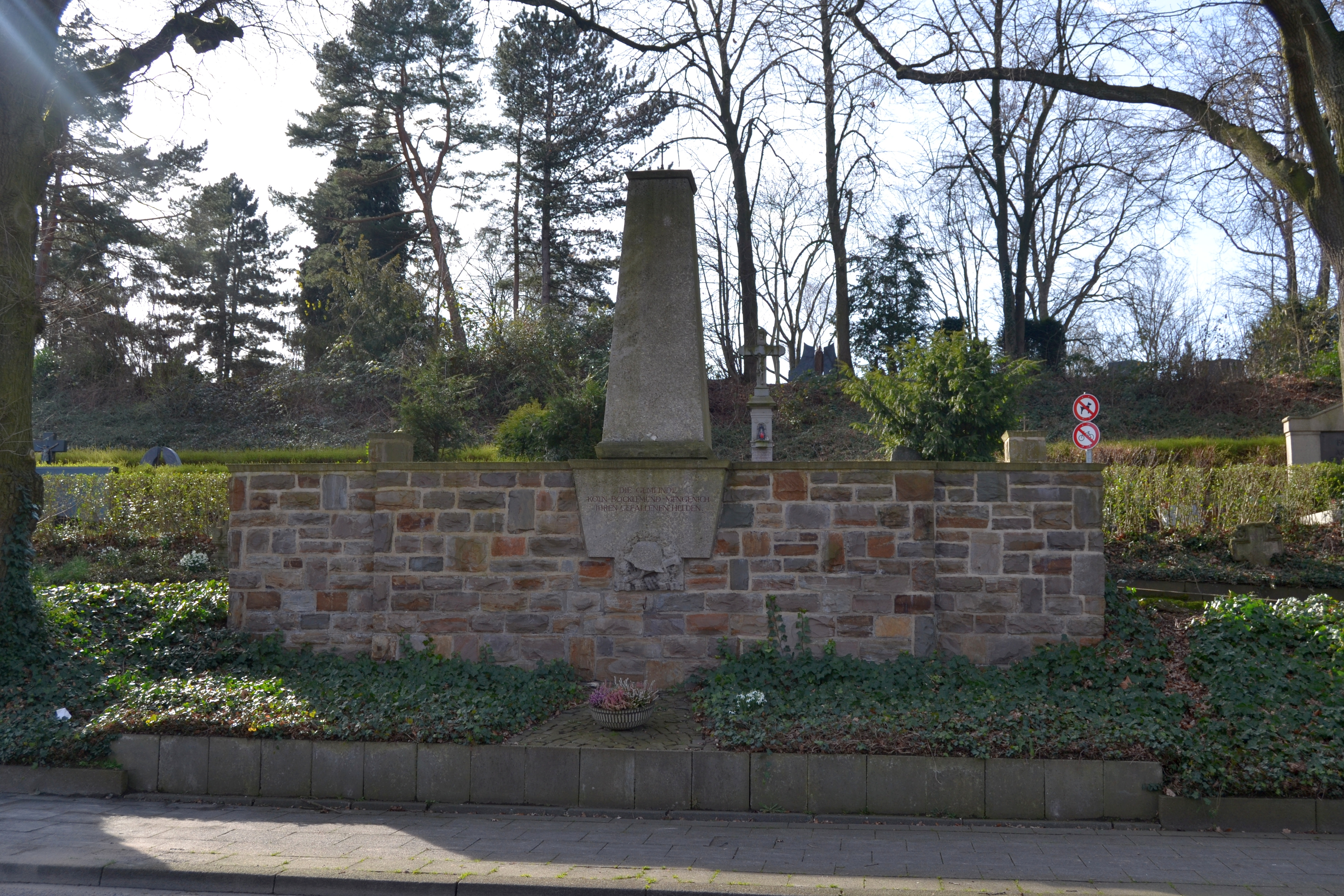
Denkmal für die Opfer des Ersten Weltkrieges vor dem Eingang zum Friedhof
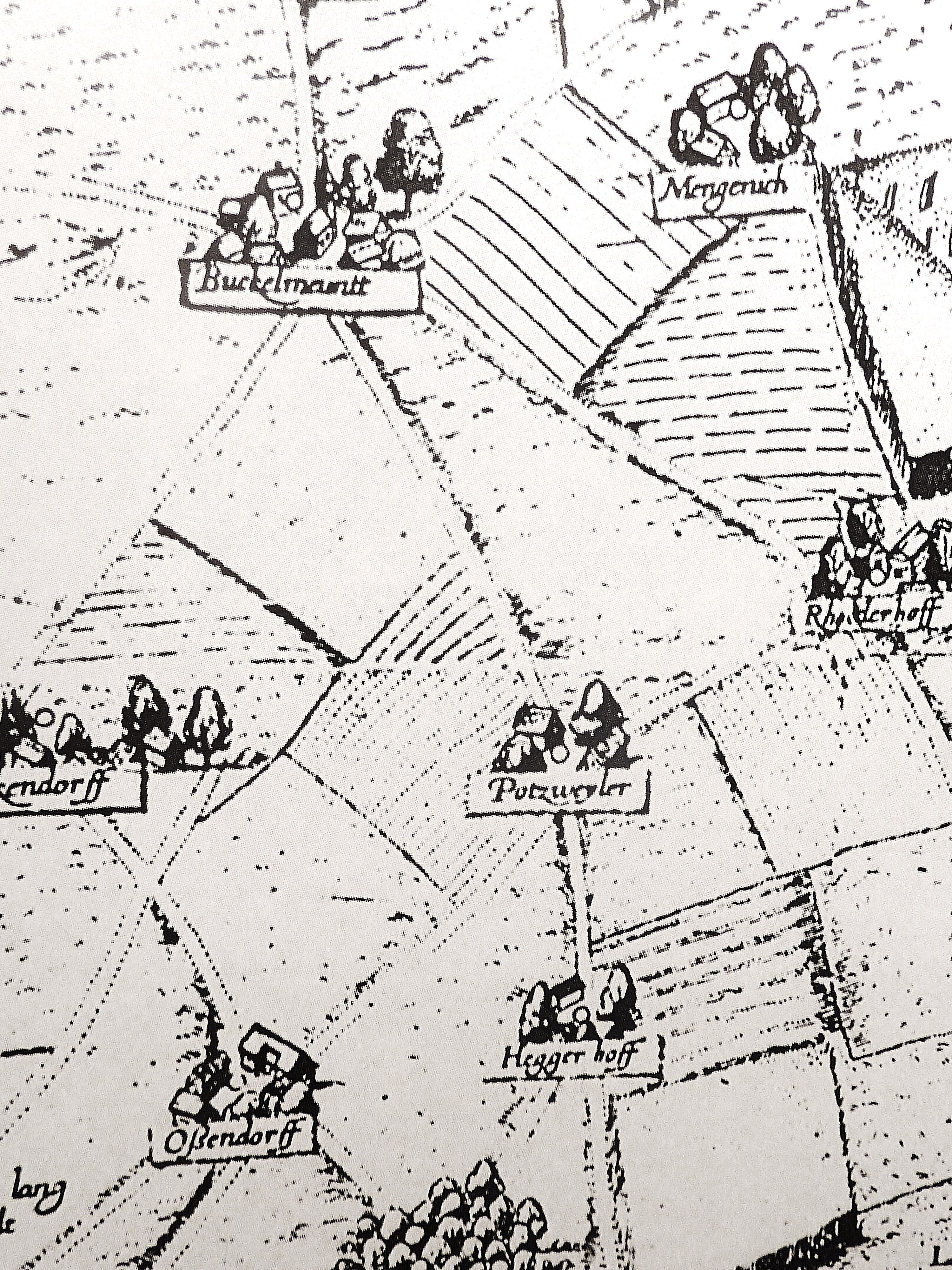
Abraham Hogenberg – Ehrenportzer Schweidt (1609)
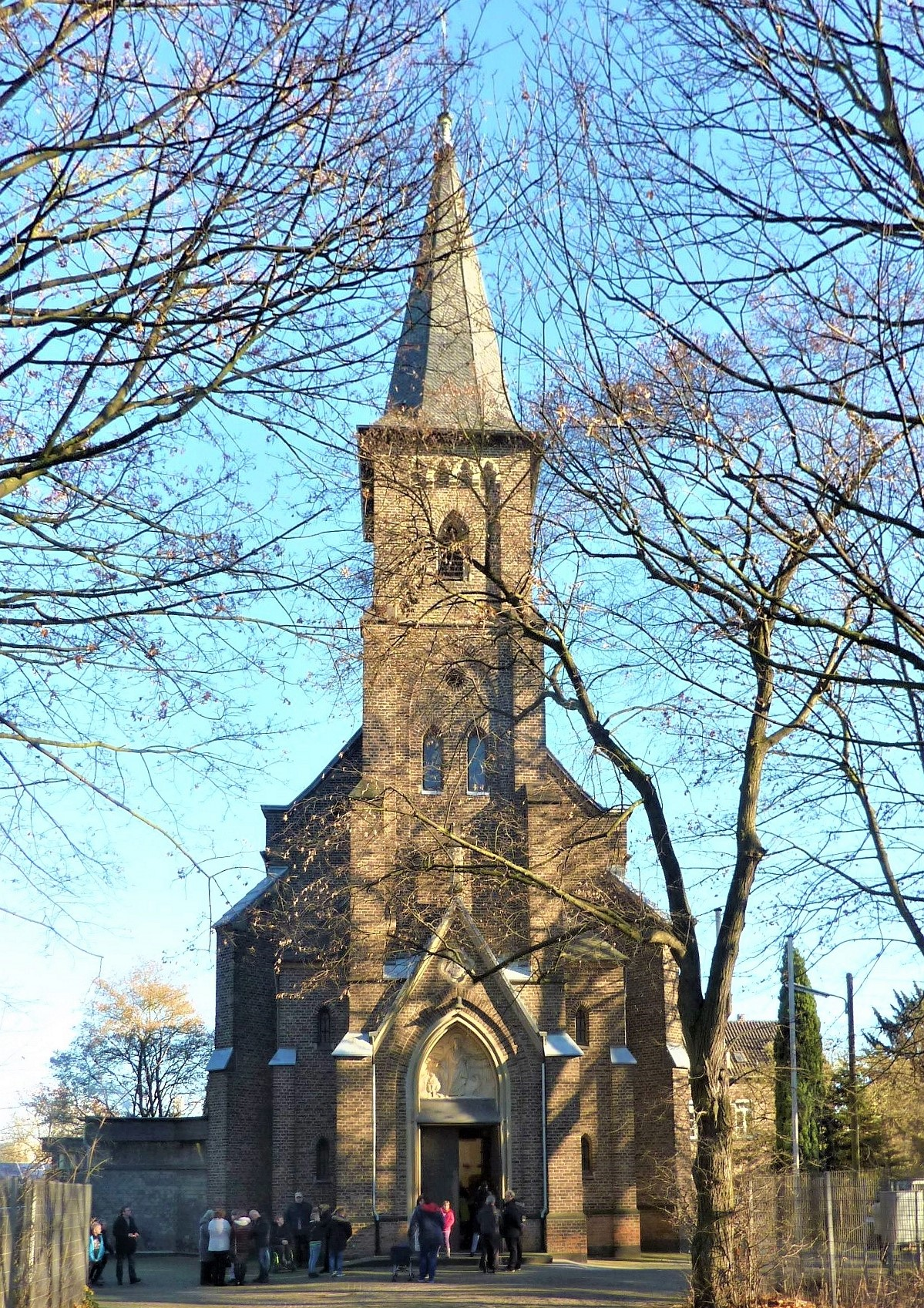
St. Johannes vor dem Lateinischen Tore
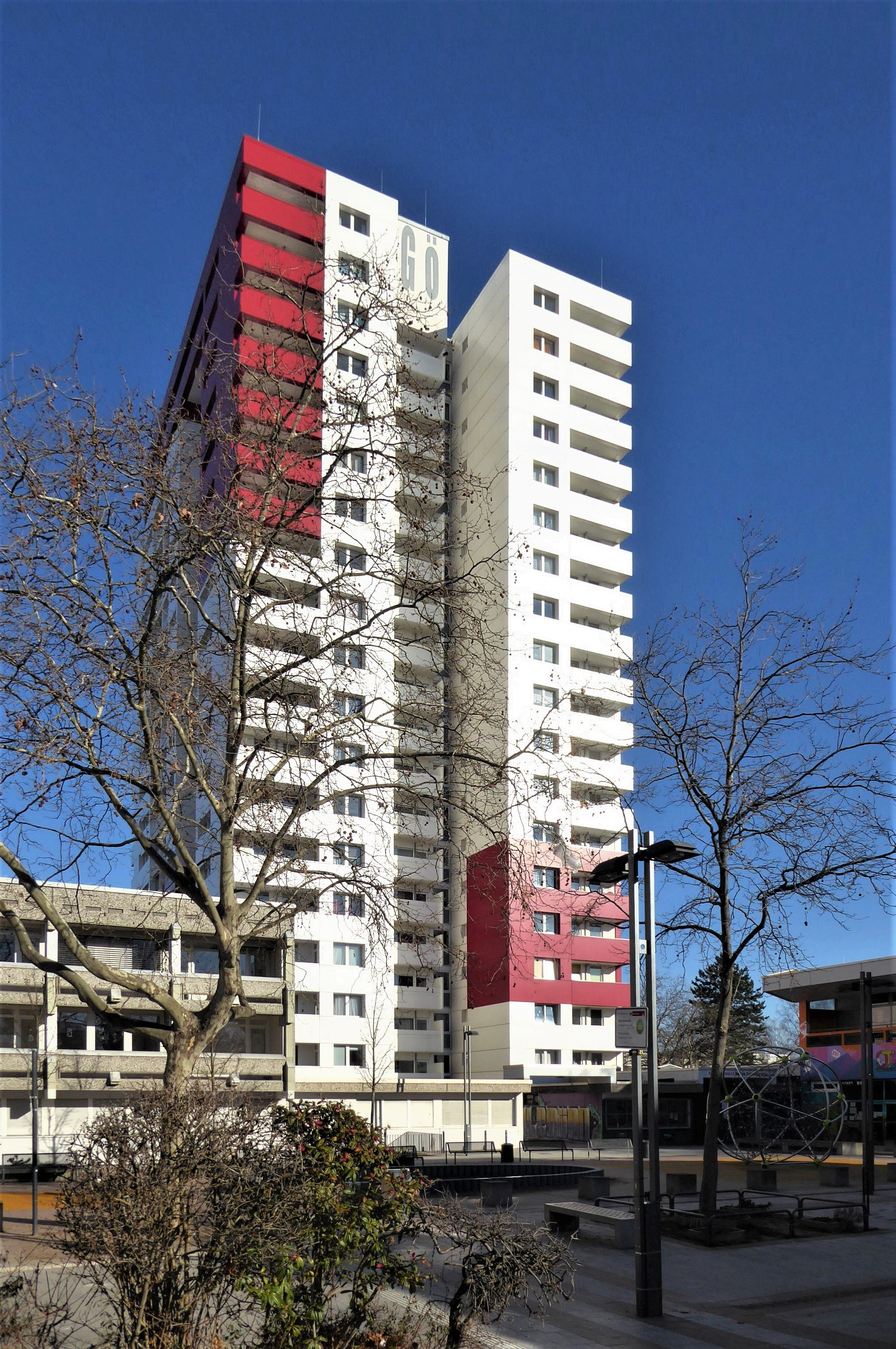
Hochhaus am Görlinger-Zentrum

Archäologische Funde förderten Überreste einer bedeutenden bandkeramischen Siedlung aus der Jungsteinzeit in Mengenich zutage. Auch aus der Glockenbecher-Kultur sowie der Bronze- und Eisenzeit gibt es Funde.

### Bocklemünd
Am 9. September 941 schenkte der Kölner Erzbischof Wichfried zwei Höfe und das umliegende Ackerland auf dem Gebiet des heutigen Stadtteils (Bugchilomunti) den Nonnen von St. Cäcilien; einer der Höfe, später Cäcilienhof genannt, befand sich auf dem Gebiet Bocklemünds, der andere – der Dohmenhof – auf dem Gebiet des heutigen Mengenich. Diese Schenkung gilt als die erste urkundliche Erwähnung von Bocklemünd unter dem Namen Bugchilomunti.
Bocklemünd hatte über die Jahrhunderte mehrere Schreibweisen: Buchelmundt (1079–1089), Buchelmunthe (1196), Pocklemünd oder Buckelmeuntt (1609). Die Herkunft des Namens ist unklar. Einerseits werden topographische Herleitungen von „Buckel“ oder „Mündung“ vertreten („Mündung am Hügel“, „Buche am Hügel“), könnte auch das mittelhochdeutsche Wort für „Heckenschutzwehr mit Gebück“ für die Namensgebung verwandt worden sein. Auch Bockelmund als „steiler, bewaldeter Hang“ kommt in Frage, von dem man das geschlagene Holz buckeln musste. Ebenfalls wahrscheinlich ist die Wortherkunft aus dem altdeutschen Wort boc für Ziegenbock, so dass mit Bocklemünd ein Ziegengehege benannt worden sein könnte. Hierfür spricht auch die auch von Tiernamen hergeleitete Benennung nahegelegener Orte, wie Ossendorf (Ochse), Widdersdorf (Widder) oder Marsdorf (Pferd).
Es gab drei Pachthöfe in Bocklemünd, den Weierhof mit 302 Morgen, den Fettenhof (1170) und den Arnoldshof mit 280 Morgen. Letzterer entstand 1741, wurde bis 1948 bewirtschaftet und trägt noch heute seinen Namen nach dem um 1650 ansässigen Pächter Arnold Conzen. Der dunkelrote Ziegelbau wurde 1990 neu gestaltet und in 15 Hofhäuser und 18 Eigentumswohnungen im Landhausstil umgebaut.

### Bocklemünd/Mengenich
Über viele Jahrhunderte blieben Bocklemünd und Mengenich zwei kleine, von landwirtschaftlichen Höfen geprägte Dörfer. Bocklemünd gehörte bis 1794 zum Dingstuhl Griesberg im kurkölnischen Amte Hülchrath. Mit Mechtern (ferme-Hof), Melaten, Mengenich, Ossendorf, Bickendorf und Subbelrath wurde Bocklemünd Teil der Mairie Müngersdorf in dem 1798 gebildeten Kanton Weiden. Der ehemalige Lärchenhof (jetzt St. Brigida-Heim) stammt aus dem Jahre 1748, der Neuenhof aus 1854. Im Jahr 1798 lebten in Bocklemünd 138 Einwohner, 1885 waren es 532; Mengenich zählte 217 Einwohner. Im April 1888 wurden beide Dörfer im Rahmen der Stadterweiterung nach Köln eingemeindet; ihr dörflicher Charakter blieb jedoch bis in die 1950er Jahre erhalten, trotz des in den 1930er Jahren begonnenen Siedlungsbaus in Mengenich. Der Name Mengenich leitet sich vermutlich vom lateinischen Magniniacum ab, mit der Bedeutung Die Siedlung des Magninus, einer keltisch-römischen Landsiedlung, die an der vermuteten römischen Fernstraße in Richtung Westen lag. Hier soll es auch ein Standbild der römischen Wegegöttin Virtus gegeben haben.
Beide Dörfer Bocklemünd und Mengenich wurden verwaltungstechnisch 1950 zusammengelegt. Erst in den 1960er Jahren veränderte sich das Gesicht des Stadtteils, als ein Großbauprojekt Bocklemünd zum modernen Stadtteil anwachsen ließ. Es handelte sich um die „Trabantenstadt Bocklemünd-Mengenich“, ein Bauprojekt für 3000 Wohneinheiten und 12000 Bewohner, dessen Baubeginn der 15. Juli 1967 war. Die Gebühreneinzugszentrale bezog 1976 ihr Verwaltungsgebäude, der WDR begann 1985 mit der Errichtung von Fernsehstudios, in denen neben der Serie Lindenstraße (bis 2019, mit einer 150 Meter langen Außenkulisse) auch Verbotene Liebe (bis 2003), Zimmer frei! (bis 2016) und Tiere suchen ein Zuhause gedreht wird. Für die Kulisse der Lindenstraße wurden fünf Tonnen Stahl, 50000 laufende Meter Bauholz und Kalksandstein für 1100 Quadratmeter Wandfläche verarbeitet. Die Sommer-Unterhaltungsshow Hollymünd wurde zwischen dem 21. Juni 1987 und 2001 live vom dortigen Open-Air-Gelände gesendet und war dank der internationalen Gäste aus Show und Musik ein großer Publikumsmagnet. Seit der Saison 2020/2021 wird dort die ARD-Wintersportabwicklung produziert. Außer dem WDR-Gelände prägt auch das Biotechnologiezentrum BioCampus Cologne seit April 2002 das Bild des Stadtteils. Das Gründerzentrum mit einer Grundfläche von 254.000 m² nutzt das ehemalige Gelände des Unternehmens Nattermann und entwickelt sich zu einem der größten Biotechnologieparks Deutschlands. Das Unternehmen A. Nattermann & Cie., Teil des französischen Konzerns Sanofi, residiert mit rund 440 Mitarbeitern im Hauptgebäude.

## Bevölkerungsstatistik
Struktur der Bevölkerung von Köln-Bocklemünd/Mengenich (2021):
- Durchschnittsalter der Bevölkerung: 42,6 Jahre (Kölner Durchschnitt: 41,4 Jahre)
- Ausländeranteil: 26,8 % (Kölner Durchschnitt: 19,3 %)
- Arbeitslosenquote: 15,5 % (Kölner Durchschnitt: 8,6 %)